# Famagosta
Famagosta is een metrostation in de Italiaanse stad Milaan dat werd geopend op 1 november 1994 en wordt bediend door lijn 2 van de metro van Milaan.
Het is een ondergronds metrostation in de Milanese wijk Sant'Ambrogio, ten zuiden van het stadscentrum. Het station is aangelegd onder de Viale Famagosta, waaraan het zijn naam ontleent. Het diende als het zuidelijke eindpunt van lijn 2 tot 17 maart 2005, toen de verlenging van lijn 2 tot het station Abbiategrasso in dienst werd genomen en dit de nieuwe terminus werd. Op 20 februari 2011 werd een nieuwe meer zuidelijke aftakking van lijn 2 geopend die doorloopt tot in de gemeente Assago met terminus Assago Milanofiori Forum. Sinds die datum is Famagosta het meest zuidelijke station op het gemeenschappelijk traject van lijn 2 vooraleer de lijn splitst in twee takken.